# Jamie Korab
Jamie Korab, né le 28 novembre 1979 à Harbour Grace (Terre-Neuve-et-Labrador), est un curleur, agent immobilier et homme politique ténelien (canadien).
Membre de l'équipe masculine de curling du Canada, il remporte la médaille d'or lors des Jeux olympiques de 2006.
Depuis août 2024, il est député à la Chambre d'assemblée de Terre-Neuve-et-Labrador de la circonscription de Waterford Valley.

## Biographie

### Carrière professionnelle
Jamie Korab avec ses coéquipiers Russ Howard, Mark Nichols, Mike Adam et le capitaine Brad Gushue, représente le Canada aux Jeux olympiques d'hiver de 2006, et son équipe gagne la médaille d'or.

### Carrière politique

#### Politique municipale
En mai 2017, Jamie Korab annonce se présenter au poste de conseiller municipal dans le district 3 de Saint-Jean de Terre-Neuve. Le 26 septembre 2017, jour du scrutin, il remporte l'élection avec 63,02 % des voix. Il est réélu en 2021 avec 46,55 % de voix contre 40,23 % pour son plus proche adversaire.

#### Politique provinciale
En 2024, il passe au niveau provincial en se présentant à l'élection partielle du 22 août (en) sous la bannière du Parti libéral de Terre-Neuve-et-Labrador et visant à remplacer Tom Osborne, député de longue date démissionnaire. Il remporte l'élection avec 45,76 % des voix contre 31,50 % pour son adversaire progressiste-conservateur Jesse Wilkins et 22,74 % pour la néo-démocrate Nicole Boland.